# 5560 Amytis
5560 Amytis è un asteroide della fascia principale. Scoperto nel 1990, presenta un'orbita caratterizzata da un semiasse maggiore pari a 2,2860133 UA e da un'eccentricità di 0,1084517, inclinata di 5,61858° rispetto all'eclittica.